# 상춘원
상춘원(常春園)은 지금의 서울특별시 종로구 숭인동 72에 있었던 집이다. 박영효의 별장이었으며, 후일 손병희가 거주하였다. 현재는 철거되어 없다.

## 역사
박영효의 집은 귀족이나 일본인 관리만 출입하였기 때문에 ‘귀족회관’이라 불렀으며, 바로 옆에 그의 별장이 있었다. 1912년 천도교에서 이 별장을 매입하여, 천도교회의 3대 기념일 등 각종 행사를 진행하였다. 1919년 1월 20일, 권동진, 오세창, 최린 등 천도교 지도부는 상춘원에서 손병희와 모여, 파리강화회의를 앞두고 독립운동을 민족자결주의 원칙에 입각하여 전개할 것임을 논의하였다. 손병희는 이곳에서 대중화, 일원화, 비폭력의 독립운동 3대 방침을 제시하기도 하였다.
손병희는 3·1 운동을 주도하여 서대문형무소에 수감되었다가, 1920년 10월 병보석으로 출옥한 뒤 상춘원에서 요양하다가 1922년 5월 19일 세상을 떠났다. 그 밖에 다른 천도교도들도 상춘원과의 연고가 있다. 이종훈은 천도교에서 나온 뒤 몇 년 간 상춘원에서 살았다. 한편 홍병기는 1929년 7월 5일 신의주형무소에서 가출옥한 뒤 상춘원에서 아들 홍영섭(洪榮燮)과 같이 지냈다. 홍영섭은 상춘원 시절이던 1930년 8월 29일 전후, 숭인동에서 격문을 붙이다 체포된 적이 있다.
《경성부 관내 지적목록》(1917)에 의하면 숭인동 157번지(현 숭인동 72)는 대지의 면적이 총 3,259평에 달하며, 그 소유주는 박인호로 명시되어 있다. 박인호는 천도교 지도자로서, 이 사실은 해당 지번에 상춘원이 있었음을 짐작하게 한다. 현재는 철거되어 묘각사와 여러 주택으로 분할된 상태이다. 2007년 당시에는 기념 표지석이 창신동 155번지에 잘못 설치되어 있었으나, 2010-2012년 사이에 올바른 위치로 옮겨졌다.

## 참고 문헌
- 이정은 외 (2008). 《국내 항일독립운동 사적지 조사보고서 1: 서울 독립운동 사적지》. 충남: 독립기념관 한국독립운동사연구소. ISBN 9788993026641.